# Iahting

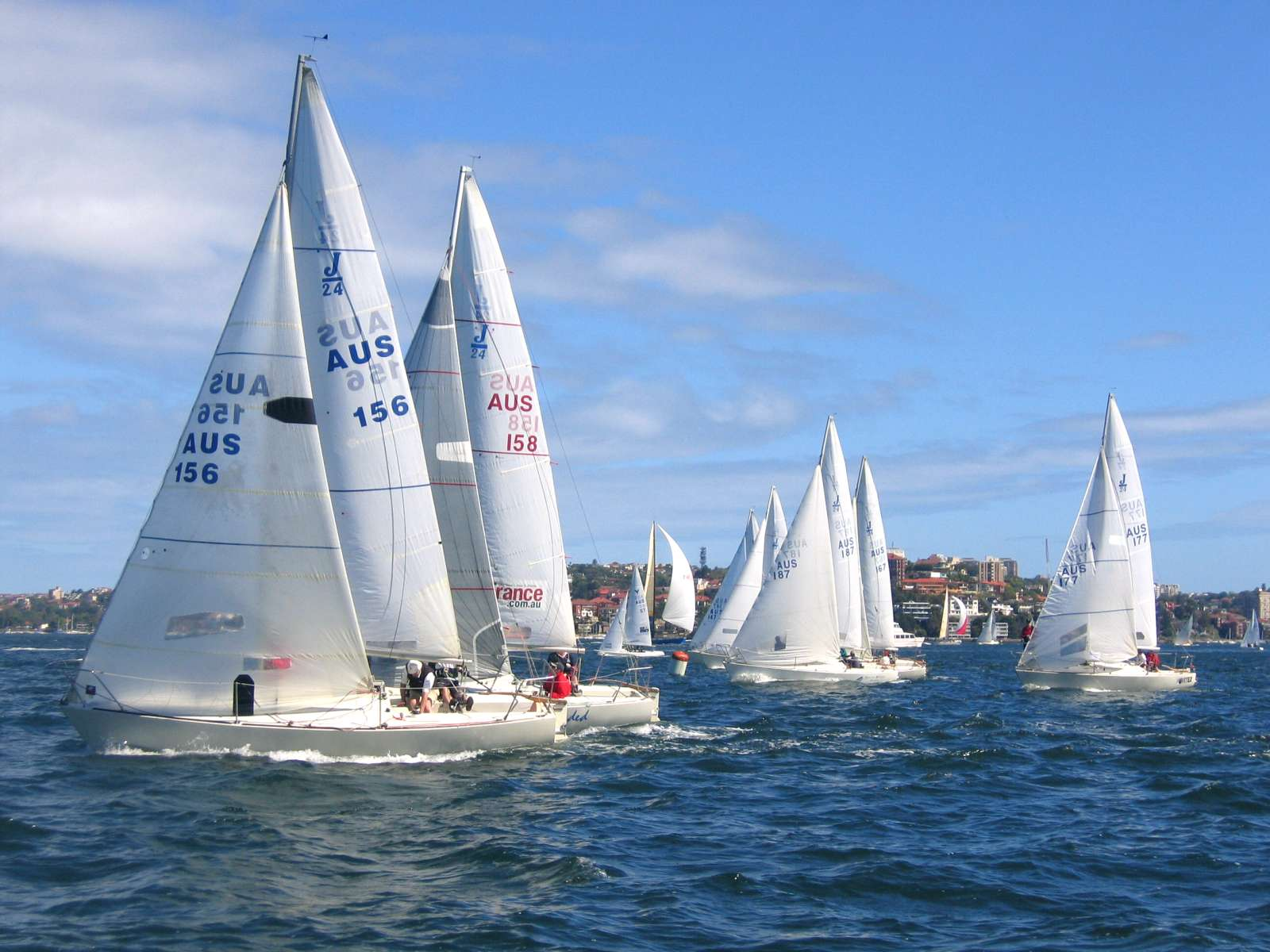
Iahting în Australia

Iahtingul (engleză - yachting) este un sport nautic practicat cu ambarcațiuni cu vele propulsate cu ajutorul vântului.

## Scurt istoric
- Prima consemnare a termenului ”jaght” apare în anul 1599 într-un dicționar olandez-latin, desemnând o ambarcațiune ușoară și rapidă, de război, comerț sau agrement.
- Prima referință ca iahting de agrement apare pe vremea regelui Carol al II-lea în anul 1660.
- Prima regată are loc în anul 1661, pe distanța Greenwich-Gravesend, între iahturile regale Catherin și Anne.
- Primul club de iahting ia ființă în 1813 la Londra cu denumirea “The Yacht Club”. În anul 1820 devine “Royal Yacht Club”, iar în anul 1830, devine “Royal Yacht Squadron”.
- Este introdus la Jocurile Olimpice de vară din 1900, Paris, Franța.

## Iahting în România
Iachtingul în România este de doua categorii, Dinghy fiind vorba despre ambarcațiuni de marime mica de 1-2 persoane și Keelboats (Offshore) fiind vorba de ambarcațiuni de mai multe persoane . In general ambarcațiunile din categoria Dinghi se folosesc pe lacuri și rar pe Marea Neagră , lacul Siutghiol aflat în Constanta este cel mai des folosit, urmat de lacul Herastrau din București .